# Coil

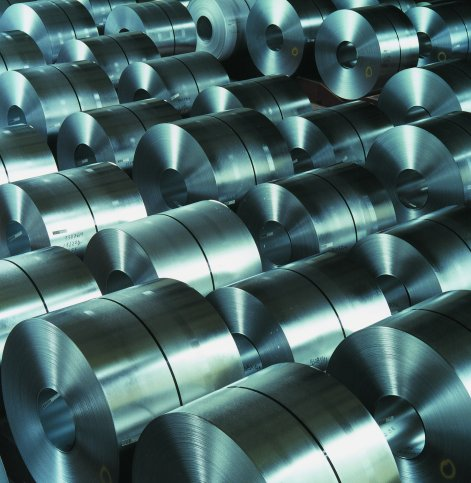
Kaltbandcoils im Lager

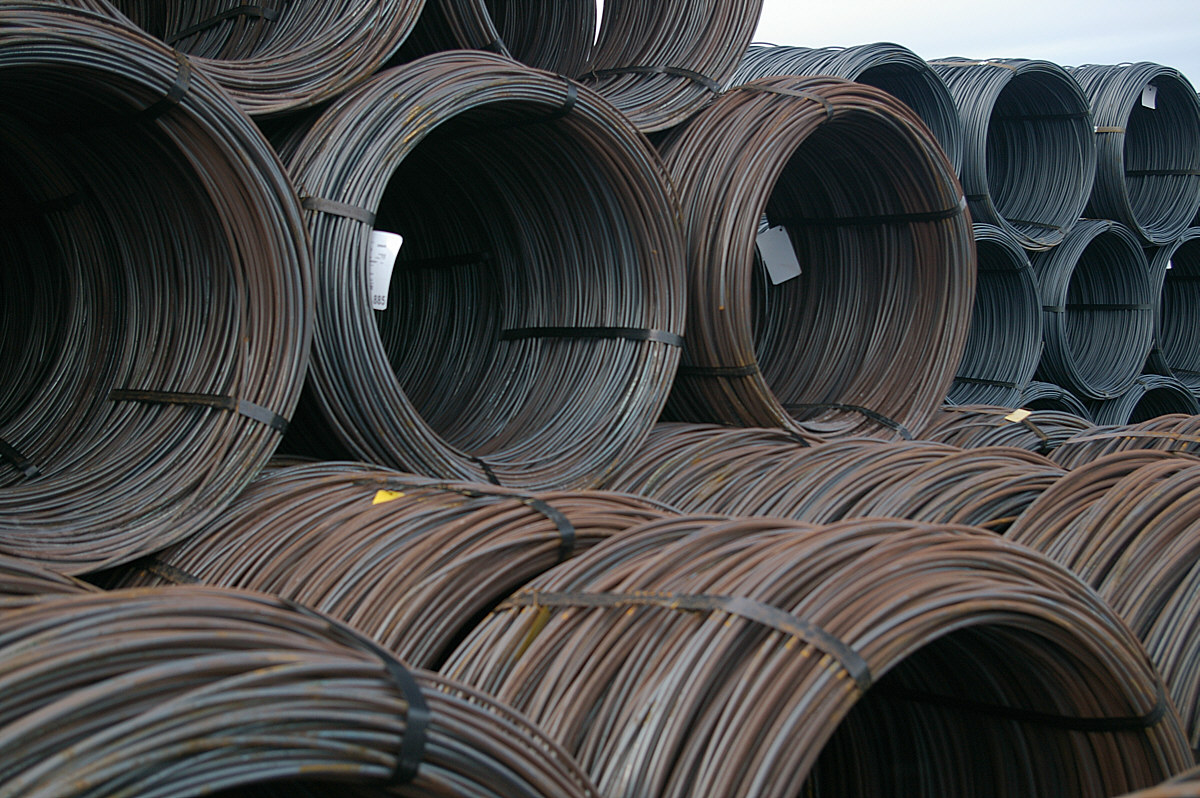
Stahldraht-Coils im Außenlager eines Kaltwalzwerks

Coil (englisch für Spule) ist die fachspezifische Bezeichnung für einen Wickel aus Blechband bzw. ein aufgewickeltes Metallband oder auch für ein Bund Metalldraht.
Das englische Wort Coil bezeichnet im Deutschen insbesondere Bandstahlrollen und Stahldrahtrollen als Rohprodukt. Bandstahlrollen sind ein Halbfabrikat zwischen den Walzwerken und der verarbeitenden Industrie. Teilweise sind die Coils vor der Weiterverarbeitung bereits lackiert oder galvanisiert.
Coils können ein Gewicht bis zu 45 Tonnen erreichen. Abhängig vom Bestellmaß können aus einem Coil durch Längsteilen schmalere Bänder, d. h. Ringe oder Spaltbänder, oder durch Querteilen Fein- und Mittelbleche hergestellt werden. Stanz- und Biegemaschinen arbeiten oft direkt vom Coil.